# U-20-Fußball-Südamerikameisterschaft 1999/Kader Uruguay
Bei der U-20-Fußball-Südamerikameisterschaft 1999 in Argentinien bestand der Kader der uruguayischen U-20-Nationalmannschaft aus den nachfolgend aufgelisteten Spielern. Die Uruguayer erreichten in der finalen Gruppenphase den 2. Rang und wurden somit Vize-Südamerikameister.
|         | Damián Macaluso      |  | Central Español        |  |  |  |  |  |
|         | Fabián Carini        |  | Danubio                |  |  |  |  |  |
|         | Javier Chevantón     |  | Danubio                |  |  |  |  |  |
|         | Carlos Díaz          |  | Defensor Sporting      |  |  |  |  |  |
|         | Diego Fernando Pérez |  | Defensor Sporting      |  |  |  |  |  |
|         | Gonzalo Sorondo      |  | Defensor Sporting      |  |  |  |  |  |
|         | Fernando Cardozo     |  | Huracán Buceo          |  |  |  |  |  |
|         | Diego Forlán         |  | Independiente          |  |  |  |  |  |
|         | Martín Ligüera       |  | Nacional               |  |  |  |  |  |
|         | Alejandro Rodríguez  |  | Nacional               |  |  |  |  |  |
|         | Fernando Albermager  |  | Peñarol                |  |  |  |  |  |
|         | Carlos Bueno         |  | Peñarol                |  |  |  |  |  |
|         | Fernando Carreño     |  | Peñarol                |  |  |  |  |  |
|         | Fabián Canobbio      |  | Progreso               |  |  |  |  |  |
|         | Adrián Sarkissian    |  | River Plate Montevideo |  |  |  |  |  |
|         | César Pellegrín      |  | Ternana Calcio         |  |  |  |  |  |
|         | Fernando Machado     |  | Montevideo Wanderers   |  |  |  |  |  |
|         | Mauricio Nanni       |  | Montevideo Wanderers   |  |  |  |  |  |
|         | Pablo Pallante       |  | Montevideo Wanderers   |  |  |  |  |  |
| Trainer |                      |  |                        |  |  |  |  |  |
|         |                      |  |                        |  |  |  |  |  |

Quelle: